# Jégre teszlek
A Jégre teszlek című Ganxsta Zolee és a Kartel album 1997-ben jelent meg CD-n és kazettán, majd több mint 20 év után 2018-ban a Budapest Vinyl kiadó jóvoltából limitált LP-n is megjelent a lemez.
Az eredeti CD-kiadás jelentősen eltér a bakelitkiadástól, mivel több dal nem szerepel rajta. A Hyva Suomi című dalban id. Knézy Jenőt is hallhatjuk.
A Ki a fasza gyerek című dal 1996-ban a Fehér Hó című promóciós bakelitlemezen is szerepelt a Boom a fejbe című dallal együtt, valamint a Mistral Műsoriroda által megjelentetett szintén promóciós bakelitlemezen a Keleti oldal, nyugati oldal című dalt is hallani lehetett.
A CD-változaton egy számítógépes játék is helyet kapott, melynek programozója Kuti Gábor, a grafikáért Adonyi Gábor a felelős.

## Újranyomás
Az album vinylváltozatát a rajongók és gyűjtők hamar elkapkodták, így a kiadó újranyomásról is gondoskodott, ezúttal kék színű vinylen. 

## Megjelenések

### CD-megjelenés
CD  Magyarország Epic – EPC 487468 2
1. Intro 1:33
2. Kartel Anthem IV. 0:12
3. Don Döglégy 1:59
4. Ki a fasza gyerek? 6:54
5. Keleti oldal – nyugati oldal 4:44
6. Heroin 4:29
7. Gyors sávban élek 4:45
8. Nincs semmi jobb, mint egy ringyó 3:13
9. Rossz vér 3:55
10. Fekete ló 3:21
11. Stricik és kurvák 5:44
12. Kartel Anthem V. 0:37
13. Nekünk csak a zene 3:48
14. Kartel Anthem VI. 0:51
15. Hyva Suomi 4:58
16. Vigyázz, hogy mit teszel! 5:14
17. Big Daddy L. 2:09
18. Gengszter lingo 4:39
19. Outro 0:26

### Vinylmegjelenés
LP  Magyarország Budapest Vinyl – BPVLP002
- A1	Intro	1:33
- A2	Kartel Anthem IV.	0:12
- A3	Ki A Fasza Gyerek?	6:54
- A4	Keleti Oldal - Nyugati Oldal	4:44
- A5	Heroin	4:29
- A6     Nincs Semmi Jobb, Mint Egy Ringyó	3:13
- B1	Rossz Vér	3:55
- B2	Fekete Ló	3:21
- B3	Stricik És Kurvák 5:44
- B4	Nekünk Csak A Zene	3:48
- B5	Big Daddy L.	2:09
- B6	Gengszter Lingó 4:39
- B7	Outro	0:26

## Közreműködtek
- Borító – Almajam, Dom Fpz Ii, Private Moon Production
- Szöveg – Ganxsta Zolee (dalok: A2, A4, A6, B1, B2, B4, B5), Pityinger L. (dalok: A3, B6, B7,), Somlyay M. (dal: B3), Sámson G.* (dal: A1), Tóth L. (dal: A5), Zana Z. (dal: B3)
- Fényképezte – Vinyus
- Felvételvezető – Béres József
- Felvétel, Master, Mix – Lepés Gábor
- Producer – Pierrot
- Újramasterelte – Tanka István
- Szaxofon – Gyenes Béla
- Ének – Tombor Zoltán, Tunyogi Orsolya

## Külső hivatkozások
- Megérkeztek a Jégre teszlek bakelitek[7]
- A Budapest Vinyl Facebook-oldala[8]
- Bakelit dedikálás[9]
- Ki a f*sza gyerek - Húsz év után vinylen is megjelent a Jégre teszlek című album[10]